# دجاجة الماء سوداء الذيل
دجاجة الماء سوداء الذيل (الاسم العلمي: Gallinula ventralis) (بالإنجليزية: Black-tailed Native-hen)‏ هي نوع من الطيور تتبع جنس دجاجة الماء من فصيلة المرعات.